# Estadi de Lasesarre
L'estadi de Lasesarre és un estadi de futbol de la ciutat de Barakaldo, a Biscaia. Té capacitat per a 7.960 espectadors i en ell hi juga els seus partits com a local el Barakaldo Club de Fútbol.
Es va inaugurar el 30 de setembre de 2003 en substitució de l'antic camp de Lasesarre, inaugurat el 1923. El partit inaugural del nou estadi va enfrontar el Barakaldo CF i l'Athletic Club, amb resultat de 2-3 favorable als visitants.
És conegut col·loquialment com el Circ o el Parxís pel seu tipus de butaques.